# Bockerhütte
Die Bockerhütte ist eine Schutzhütte der Interessensgemeinschaft Spronseralm. Sie liegt in der Texelgruppe auf 1700 m s.l.m. Höhe im Spronser Tal oberhalb von Dorf Tirol. Die Hütte wurde in den 1950er Jahren an der Stelle eines primitiven Unterstandes erbaut. Benannt ist die Hütte nach dem gegenüberliegenden Bockberg, auf dessen Hängen Geißböcke weiden. Das gesamte Gebiet ist Teil des Naturparks Texelgruppe.

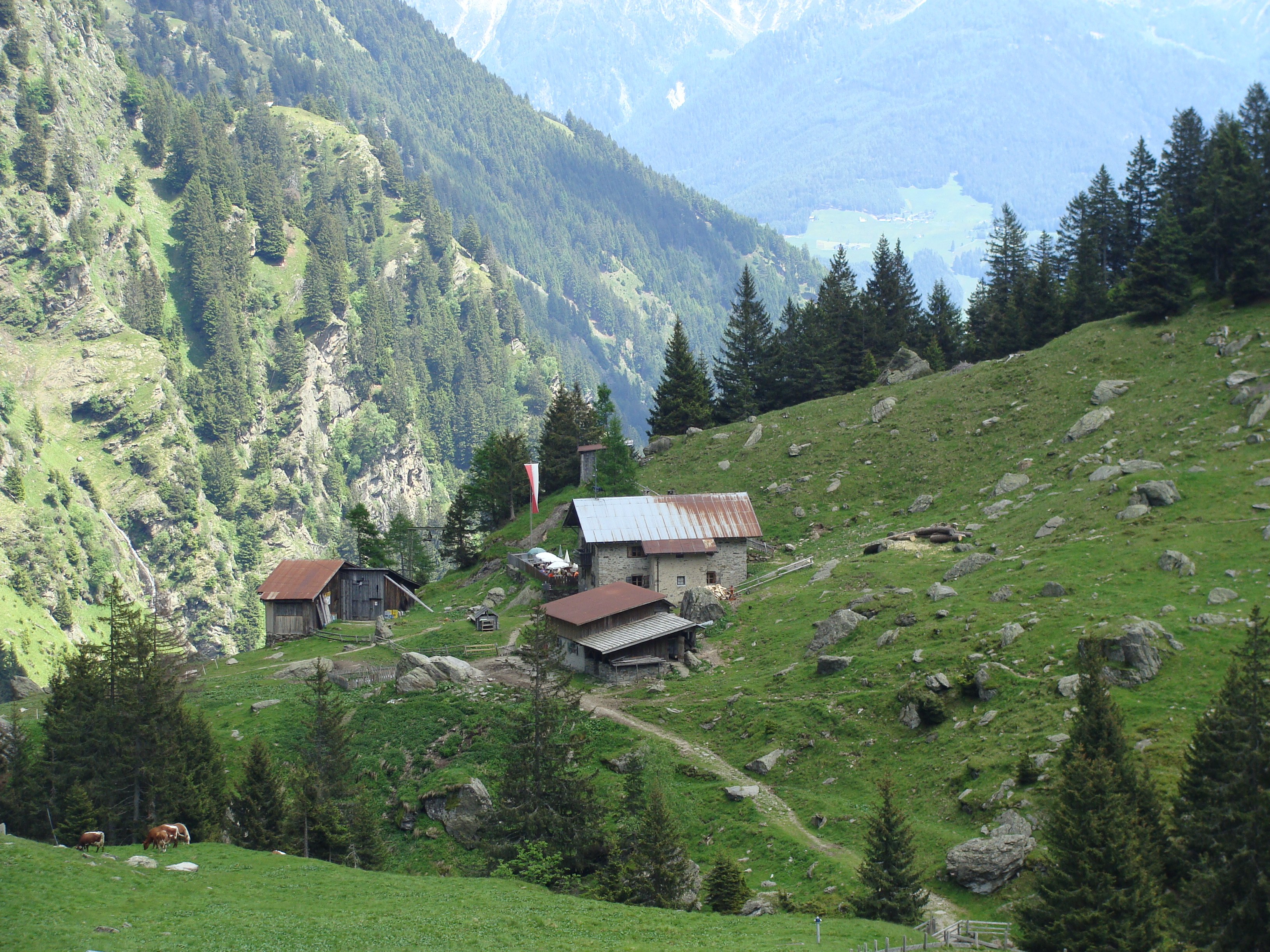
Lage im Spronser Tal

## Zustieg
Von Dorf Tirol oder Kuens kann die Hütte im Aufstieg durch das Spronser Tal, alternativ teilweise über den Kuenser Waalweg in etwa 3,5 Stunden erreicht werden (Weg 6). Von der Bergstation Hochmuth der Hochmuther Seilbahn führt ein Bergpfad am Nordosthang der Mutspitze in etwa 2,5 Stunden ebenfalls zur Hütte (Weg 22). Beide Wege können zu einem Rundweg kombiniert werden.

## Touren

### Gipfelziele
- Mutspitze (2297 m)
- Spronser Rötelspitze (2625 m)
- Tschigat (2998 m)

### Hochtouren
- Spronser Seen (2 h)

### Fernwanderweg
- Die Bockerhütte ist Zielpunkt der 12. Etappe des Tiroler Höhenwegs

## Übergänge
- Pfelders Übergang über das Spronser Joch (5 h)
- Stettiner Hütte (6 h)
- Hochganghaus (3,5 h)
- Oberkaseralm (1,5 h)